# Portarse mal (libro)
Portarse mal: el comportamiento irracional en la economía es un libro escrito por el economista Richard Thaler, profesor de la Universidad de Chicago y ganador del premio Nobel de Economía en 2017 por sus aportes a la economía del comportamiento.
El libro de Thaler presenta la historia de la economía conductual, desde sus orígenes en la década de 1970. Originalmente era un planteamiento heterodoxo admitir que los humanos no siempre toman decisiones (económicas) racionales.
Estas ideas las había comenzado a expresar en su libro anterior, Nudge (Un pequeño empujón), publicado en 2008. Thaler además aterriza sus ideas a los mercados, que desde la economía neoclásica se consideran como  eficientes, pero la realidad muestra que no siempre lo son. 
Thaler expresa en el libro que la economía conductual puede ayudar a entender el comportamiento de los agentes en las finanzas, los espectáculos, la economía familiar y hasta los partidos de fútbol.
Los deseos, valores, miedos, prejuicios o afectos influyen claramente en nuestra valoración y juicio de las cosas, así como en nuestra toma de decisiones. Ya sea al comprar un despertador o solicitar una hipoteca, todos nos desviamos de los estándares de racionalidad asumidos por los economistas y ese es el objeto de estudio de la psicología económica.